# 中島礼貴
中島 礼貴（なかじま れいき、1995年5月24日 - ）は、日本の俳優である。FPアドバンス所属。

## 人物・経歴
長野県出身。身長180cm。特技は、歌・殺陣・運動全般。学生時代は野球部に所属しており、ポジションはピッチャー。趣味は、スポーツ、カフェ巡り。甘党である。両親は、母がフィリピン人、父が日本人。兄と妹がいる。
2017年3月より中島礼貴としての活動を開始。同年、「東京ワンピースタワー ONE PIECE LIVE ATTRACTION “3”『PHANTOM』」ロロノア・ゾロ役に抜擢。以降も、身体能力を活かしたダイナミックな殺陣やダンス、歌を得意とし、主に舞台を中心に活躍中。伊藤直樹、中島礼貴、神山慎一郎、三輪翔志、二平壮悟の5人による、和ROCKパフォーマンスボーカルユニット『XLAMP』のメインボーカルとして、数多くのライブに出演。2022年4月26日に開催したユニットの2周年ライブ『XLAMP 2nd ANNIVERSARY LIVE2022〜百花繚乱〜』では、観客200人を動員。2022年5月21日自身の生誕祭ライブで発表した初のソロ曲「旅人」では自らも作詞に参加するなど、精力的に活動の幅を広げている。2022年5月、XYZ SOUNDとの共同プロデュースブランド《NEW RESULT》を発表。「手に入れた人にはお仕事、学校などで良い結果がでる、いいことが起こる」というコンセプトのもと、同月第一弾のアパレルグッズを限定販売。

## 出演
※太字はメインキャラクター

### 舞台
2017
- 東京ワンピースタワー - ロロノア・ゾロ 役
  - ONE PIECE LIVE ATTRACTION “3”『PHANTOM』（2017年4月29日 - 2018年4月15日、東京タワーフットタウン内）[1]

2018
- 東京ワンピースタワー - ロロノア・ゾロ 役
  - ONE PIECE LIVE ATTRACTION “3”『PHANTOM』（2018年4月21日 - 2019年4月7日、東京タワーフットタウン内）[2]
- 音楽劇『Winnie-the-Pooh!もうひとつの物語。』（7月7日 - 8日、博品館劇場）- ネス 役
- 豪華版 男おいらん 朗読劇（11月23日 - 24日、ワーサルシアター）- 華組 光佑 役

2019
- SPECTACLE STAGE W'z《ウィズ》（4月10日 - 14日、シアターサンモール）- ミドリ 役
- 音楽劇『KAIJIN20？ 新・怪人二十面相』（5月22日 - 26日、新宿村Live）- 男A 役
- チェンジ オブ ワールド（6月25日 - 30日、シアターグリーンBOX in BOX THEATER）- 吉岡龍司 (上野悠斗) 役
- REDNOWLANDプロデュース『七夕飾りに願かけて』（7月4日 - 7日、デュオステージBBs）
- 舞台『家族のはなし』（8月17日 - 8月25日、長野・大町市文化会館大ホール / 東京・六行会ホール）- 進藤 役[3]
- REDNOWLANDプロデュース『黒で塗り潰されたナニカ。』（9月20日 - 23日、デュオステージBBs）- 主演
- 2.5次元ダンスライブ「ツキウタ。」ステージ ツキステ。- 卯月新 役
  - 第9幕『しあわせあわせ』（10月30日 - 11月4日、ヒューリックホール東京）[4][5][6]
- 音楽劇『男おいらん』（12月6日 - 10日、六行会ホール）- 華組 雛月瑠衣 役

2020
- 2.5次元ダンスライブ「ツキウタ。」ステージ 通称ツキステ。- 卯月新 役
  - 第10幕『月歌奇譚 太極伝奇』（1月29日 - 2月2日、ヒューリックホール東京）[7][8]
  - LUNATIC LIVE 2020 in Taiwan (6月19日 - 20日、台湾Legacy Max） ※新型コロナウイルス感染症の影響により公演中止
  - 第11幕『月花神楽〜黒と白の物語〜』（7月15日 - 20日、日本青年館ホール） ※新型コロナウイルス感染症の影響により公演延期
  - 2.5次元ダンスライブTSUKIPRO STAGE キソセカイステージ：eins『ソラヲワタルカゼ』（12月16日 - 20日、TACHIKAWA STAGE GARDEN）※新型コロナウイルス感染症の影響により公演中止、一部公演無観客配信
- ［Otona Project 第二十九弾］演劇ユニット【爆走おとな小学生】第十回課外授業『Office-9no1-』（2月27日 - 3月2日、CBGKシブゲキ!!）- 天邪鬼 役
- 舞台『淡海乃海 -現世を生き抜くことが業なれば-』（3月25日 - 29日、新宿村Live）- 浅井長政 役[9][10]
- 舞台『YOSHITSUNE 廻』（5月6日 - 10日、北千住天空劇場） - 弁慶 役 ※新型コロナウイルス感染症の影響により公演延期
- 音楽劇『男おいらん 歌舞繚乱』（5月27日 - 6月1日、築地ブディストホール） ※新型コロナウイルス感染症の影響により公演延期
- スマホ連動＂ヒロイン体験 朗読劇＂『特別捜査密着24時』from 100シーンの恋+（7月6日、新大久保R‘sアートコート）- 八千草瑛希 役[11]
- 朗読劇『KIRA★メキBOYS〜イケメン養成塾の華麗なる日常』（7月28日 - 8月2日、新宿村LIVE）- 華京院彼方 役 ※新型コロナウイルス感染症の影響により一部公演中止
- 舞台『ぼくらの七日間戦争』（9月11日 - 20日、かめありリリオホール） - 谷本聡 役[12]
- 舞台『黒の王』（10月28日 - 11月1日、六行会ホール）- ラドゥ 役

2021
- 青春歌闘劇バトリズムステージINITIO（1月27日 - 31日、草月ホール）- キョウジ 役[13]
- 豪華版『男おいらん』朗読劇再演（3月13日、両国本所松坂亭）- 宗次郎 役
- 舞台『狂人のつぶやき』（4月13日 - 18日、池袋シアターグリーンBox in Box）
- 舞台『YOSHITSUNE 廻』（5月26日 - 30日、北千住天空劇場）- 弁慶 役[14]
- 『Zoo-Z the STAGE -コンクリート・ジャングル-』（7月7日 - 11日、東京ドームシティ シアターGロッソ）- 新城大輔 役[15][16]
- 2.5次元ダンスライブ「ツキウタ。」ステージ ツキステ。- 卯月新 役
  - LUNATIC LIVE 2021 (9月4日 - 5日、東京ガーデンシアター） ※新型コロナウイルス感染症の影響により公演中止
  - 第11幕『月花神楽〜黒と白の物語〜』（9月30日 - 10月11日、ヒューリックホール東京）※お当番[17]
- 劇団オモテナシ第7回公演『碧い湖に住むニーナ』（11月11日 - 14日、日暮里d-倉庫）- 里中九一郎 役

2022
- 新春歌闘劇 バトリズムステージ The LIVE（1月2日 - 3日、ヒューリックホール東京） - キョウジ 役
- FPアドバンスプロデュース公演『灼熱！ボンタンPUNKロッカークラシックス～鼻たれ小僧、涙の爆裂上京編～』（2月2日 - 6日、新宿村LIVE）- 古若葉 役
- 2.5次元ダンスライブ「ツキウタ。」ステージ ツキステ。- 卯月新 役
  - 第12幕『裏斬心 -Children are sometimes ruthless and cruel.-』（3月25日 - 4月3日、日本青年館ホール）[18]
  - 2.5次元ダンスライブ TSUKIPRO STAGE Episode2『月野奇譚 太極伝奇 -金蘭之契-』（9月3日 - 11日、シアターGロッソ） ※全公演中止
  - 第13幕『月野百鬼夜行綺譚 依依恋恋』（11月25日 - 12月4日、ヒューリックホール東京）[19]
  - Girl’s Side MEGASTA. Episode2『Goodbye my dear Frenemy.』（2022年12月17日 - 25日、新宿村LIVE）※239日のみ出演[20]
- 朗読劇『この色、君の声で聞かせて』（5月25日 - 28日、シアター・アルファ東京）- チームACT 君塚俊斗 役[21]
- Z THEATER 2022『黄昏』（10月12日 - 16日、シアターグリーンBOX in BOX THEATER）- EP「あくと」ヤマト 役

2025
- 2.5次元ダンスライブ「ツキウタ。」ステージ ツキステ。- 卯月新 役
  - 『LUNATIC FES 2025 ～NOBLE FLOWERS～』（2025年3月26日 - 30日、日本青年館ホール）[22]
  - 2.5次元ダンスライブ『ツキウタ。』ステージ 第15幕『SCHOOL REVOLUTION 月野学園物語 -百年アオハル-』（2025年10月中旬頃予定、日本青年館ホール）[23]

### 映画
- 『ウルフハンターが行く！アメリカ南北戦争編』(2022年8月19日公開、池袋HUMAXシネマズほか) - スチュワード(ウルフハンター005) 役[24][25]

### TV
- ツキステ。TV SEASON3（2020年5月、TOKYO MX/BS日テレ）
- プロステTV（2022年1月・3月、TOKYO MX/BS日テレ）

### Web
- ショートボイスドラマ「To→You」(2022年1月、Podcastほか)※1月度マンスリーゲスト

### イベント
- トークイベント 中島礼貴の「れいきふぁむあつまれ！」（不定期開催）
- ツキプロチャンネル48時間生配信2022（2022年11月5日・6日、YouTube・ニコニコ生放送）※6日のみ出演[26]
- ツキプロチャンネル48時間マジカルTV（2023年11月3日・4日、YouTube・ニコニコ生放送）※4日のみ出演[27]

## XLAMP
2020年4月4日、「XLAMP ONE-MAN LIVE2020〜始まりの灯火〜」より活動を開始した和ROCKパフォーマンスボーカルユニット。

ユニット名『XLAMP(クロスランプ)』は「X…未知数、LAMP…灯火。未知なる希望の灯火を世界へ」という意味を持つ。

2020年11月30日、新メンバーとして二平壮悟、三輪翔志の加入を発表。

2020年12月30日、XLAMP主催「大忘年会 SP LIVE!? 2020ー全て壊してXになれ」より現在のメンバー5人体制となる。

公式ファンネーム『Candle(キャンドル)』は「キャンドルにXLAMPが火を灯し、大きな火で世界を明るくしていこう」という想いが込められている。

結成2周年を迎え、2度目の全国ツアーを控えた2022年6月にイベント内にてファンネームを募集。メンバーも参加し、中島礼貴の考えた『Candle』が採用された。

 メンバー　
- 伊藤直樹
- 中島礼貴
- 神山慎一郎
- 三輪翔志
- 二平壮悟

メンバーの平均身長は180cm

 LIVE 
- XLAMP 単独LIVE (不定期開催)
- トーク×LIVE『NO LAMP NO LIFE』 (不定期開催)
- 『XLAMP 4BASES TOUR 2021〜華鳥風月〜』(2021年7月17日、名古屋:SPADE BOX/2021年7月31日、静岡:SOUND SHOWER ark 清水/2021年8月29日、東京:Zirco Tokyo/2021年11月3日、大阪:梅田ZEELA)
- 『XLAMP 2nd ANNIVERSARY LIVE2022〜百花繚乱〜』(2022年4月24日、浅草:花劇場)
- 『XLAMP全国ツアー2022〜東西南北の乱〜』(2022年7月30日、静岡:SOUND SHOWER ark 清水/2022年8月13日、宮城:space Zero/2022年9月19日、大阪:梅田ZEELA/2022年10月10日、北海道:Space Art Studio/2022年11月3日、福岡:福岡Pocket/2022年11月13日、沖縄:桜坂セントラル/2022年12月11日、東京:神田明神ホール)

ほか、主催ライブ、イベント等多数出演
| 発売       | タイトル                                                        | 収録                                                              |
| ---------- | --------------------------------------------------------------- | ----------------------------------------------------------------- |
| 2020年11月 | シングルCD 「X」                                                | 1.X WORLD 2.LOVE SHOWER 3.XWORLD inst 4.LOVE SHOWER inst 5.出囃子 |
| 2021年7月  | DVD 「X WORLD」 MUSIC VIDEO                                     | 1stシングル「X WORLD」 MV・メイキング映像収録                     |
| 2022年1月  | シングルCD 「Take a Step」                                      | 1.Take a Step 2.Take a Step inst 3.背水の陣                       |
| 2022年1月  | Live DVD 『XLAMP 4BASES TOUR 2021〜華鳥風月〜』                 | 東京・大阪・静岡・名古屋 各会場ノーカットライブ映像収録           |
| 2022年7月  | Live DVD/Blu-ray 『XLAMP 2nd ANNIVERSARY LIVE2022〜百花繚乱〜』 | ライブ映像収録                                                    |